# Luz Marina Bernal
Luz Marina Bernal Parra (sinh năm1960) là một nhà hoạt động vì hòa bình và nhân quyền của Colombia, một thành viên sáng lập của nhóm Mothers of Soacha (tiếng Tây Ban Nha: Madres de Soacha). Cô đã được đề cử giải Nobel Hòa bình năm 2016 và là nhà lãnh đạo trong cuộc đấu tranh của những người phụ nữ có con bị bắt cóc và sát hại bởi các thành viên của Quân đội Colombia ở phía nam của Bogotá, người đã biến họ trở thành du kích - được gọi là "false positives". Cô đã thuyết phục Álvaro Uribe, Tổng thống Colombia, rút lại những tuyên bố xúc phạm đối với những người du kích trẻ tuổi ở Soacha bị giết vì đấu tranh cho chính sách an ninh dân chủ của anh ta. Phán quyết bồi thường đã được ban hành vào năm 2014.
Sau một thập kỷ làm việc với tư cách là người bảo vệ nhân quyền, vào tháng 3 năm 2018, cô đã ứng cử vào Thượng viện ở Lista de la Decencia.

## Nhóm Mothers of Soacha
Trong hai năm, từ 2008 đến 2010, đã có 19 trường hợp mất tích ở Soacha. Những người phụ nữ tập trung tại đồn cảnh sát, văn phòng Tổng chưởng lý và nhiều nơi khác. Họ đoàn kết lại và thành lập nhóm Mothers of Soacha. Con trai của María Sanabria và Lucas Marina Bernal biến mất theo cách tương tự, vì vậy cô và Bernal quyết định cùng nhau đấu tranh cho công lý.
Từ năm 2010 đến 2014, những người phụ nữ này đã biểu tình hàng tuần tại quảng trường trung tâm của Soacha, với sự hỗ trợ của các tổ chức nhân quyền và khu phố. Các cuộc biểu tình đã được phủ sóng rộng rãi trên phương tiện truyền thông xã hội của Colombia. Ngoài ra, trong những năm đó, Bernal đã lãnh đạo các kiến nghị tại hơn mười quốc gia thay mặt cho các bà mẹ của Soacha, tập trung vào hệ thống tư pháp Colombia.
Mothers of Soacha là một tổ chức được tài trợ bởi các tổ chức như Tổ chức Ân xá Quốc tế. Bất chấp tiến trình chậm chạp, họ vẫn tiếp tục chống lại sự trừng phạt và thúc đẩy các hành động của hệ thống tư pháp Colombia chống lại sự vô nhân đạo.

## Công nhận
Nhóm Mothers of Soacha đã được công nhận với nhiều giải thưởng nhân quyền quốc tế, đáng chú ý là:
- Đề cử giải Nobel Hòa Bình năm 2016[6]
- Giải thưởng Nhà xây dựng vì Hòa bình 2013, do Viện Hòa bình Quốc tế Catalan cấp tại Quốc hội Catalonia, Barcelona, được chấp nhận bởi Luz Marina Bernal, María Sanabria và ba thành viên khác của Mothers of Soacha.[5]
- Giải thưởng Nhà lãnh đạo xuất sắc nhất năm 2016 vì đã tìm kiếm sự thật và công lý cho 1.000 đến 4.000 nạn nhân của "false positives" ở Colombia[13]

## Liên kết mở rộng
- Luz Marina Bernal trên Facebook